# Orgelbau Kreienbrink

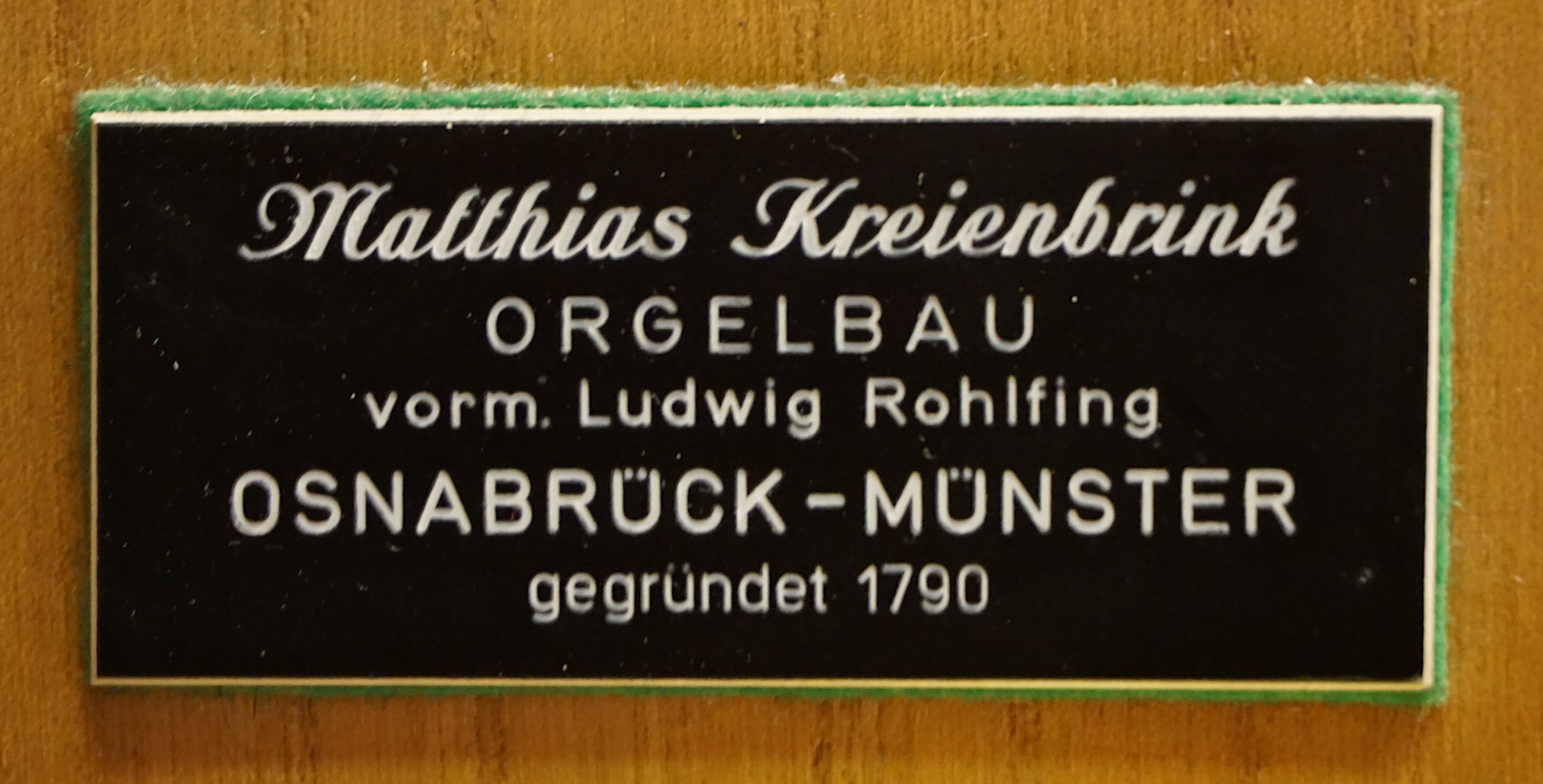
Orgelbauerschild von Matthias Kreienbrink

Die Firma Orgelbau Kreienbrink ist eine deutsche Orgelbaufirma mit Sitz in Georgsmarienhütte. Sie wurde 1841 von Ludwig Rohlfing gegründet.

## Geschichte
Die Anfänge des Osnabrücker Orgelbaus gehen zurück auf das Jahr 1790, als der Orgelbauer Anton Franz Schmid in Quakenbrück eine Werkstatt gründete. 1841 vom Orgelbauer Rohlfing übernommen, führte diese Werkstatt bis 1955 insgesamt 260 Orgelneu- und umbauten durch. Aufgrund der sich seit 1924 durchsetzenden Orgelbewegung sind nur wenige dieser meist pneumatischen Instrumente erhalten geblieben.
1951 trat Orgelbaumeister Matthias Kreienbrink als Teilhaber in die Firma Rohlfing ein, übernahm 1955 die Werkstatt und verlegte sie 1957 nach Hellern. Unter seiner Leitung wurden über 500 Instrumente neu gebaut, umgebaut oder restauriert. Die Rückkehr zu den barocken Bauprinzipien verlangte von den Orgelbauern eine völlige Umstellung der Arbeitsweise und des Klangideals.
Orgelbaumeister Joachim Kreienbrink übernahm die Werkstatt 1994 von seinem Vater.
Seit den 1990er Jahren lag der Schwerpunkt der Firma auf Restaurierungen. Bei der Schulze Orgel in der Reformierten Kirche in Iserlohn wurden z. B. eine durchschlagene Posaune und runde, gedrechselte Traversflöten rekonstruiert, bei der Ibach Orgel von 1865 in Fleckenberg Gehäuse, Spielanlage, Windversorgung und ein Teil der Register wiederhergestellt. Auch der technische Neubau der Johann-Patroclus-Möller-Orgel in der Klosterkirche Marienfeld im Stil von 1750 ist zu erwähnen.
Zuletzt wurden vermehrt Aufträge zur Umstellung und zum Umbau vorhandener Orgeln ausgeführt; bestes Beispiel hierfür ist die Orgel der Nikolaikirche Potsdam.
Ende 2003 wurde der Firmensitz von Osnabrück nach Georgsmarienhütte verlagert. Für drei Jahre übernahm Ansgar Kreienbrink die Geschäftsführung, bevor im Januar 2007 die Firmenleitung in die Hände seiner Schwägerin Kirsten Schweimler-Kreienbrink überging. Die Werkstattleitung liegt weiterhin bei Joachim Kreienbrink.

## Werkliste (Auswahl)
| Jahr       | Ort                | Gebäude                                   | Bild | Manuale | Register | Bemerkungen |
| ---------- | ------------------ | ----------------------------------------- | ---- | ------- | -------- | --- |
| ?          | Frankenberg (Eder) | Pfarrkirche Mariä Himmelfahrt             |      | II/P    | 19       | |
| 1959       | Neustadt (Hessen)  | Kath. Kirche Hl. Dreifaltigkeit           |      | II/P    | 26       | → Orgel |
| 1961       | Fulda              | Stadtpfarrkirche St. Blasius              |      | V/P     | 67       | Umbau und Erweiterung |
| 1962       | Marburg            | St. Peter und Paul                        |      | II/P    | 35       | → Orgel |
| 1967       | Fulda              | Christuskirche                            |      | III/P   | 44       | → Orgel |
| 1967       | Gießen             | St. Thomas Morus                          |      | II/P    | 21       | → Orgel |
| 1967–1968  | Leybucht           | Lutherische Kirche                        |      | I/P     | 6        | Modell identisch zu den Instrumenten in Juist und Großen-Buseck (s. u.).                                                                                            |
| 1968       | Juist              | Kath. Kirche Zu den heiligen Schutzengeln |      | I/P     | 6        | Seit 1977 auf Juist, vorheriger Standort nicht bekannt. Modell identisch zur Orgel in Leybucht (s. o.).                                                             |
| 1968       | Hürth Hermülheim   | St. Severin                               |      |         | 25       | mit mechanischer Spiel- und elektrischer Registertraktur. |
| 1969       | Norderney          | Stella Maris                              |      | II/P    | 20       | 2010 Überführung der Orgel aus der Herz-Jesu-Kirche in Bremen und Restaurierung durch Westfälischer Orgelbau S. Sauer. → Orgel                                      |
| 1970 (ca.) | Großen-Buseck      | Kath. Kirche St. Marien                   |      | I/P     | 6        | Zunächst in Gießen, St. Thomus Morus. Zeitpunkt der Umsetzung nach Großen-Buseck nicht bekannt. Modell identisch zu den Instrumenten in Juist und Leybucht (s. o.). |
| 1976       | Fulda              | Kath. Kirche St. Paulus                   |      | II/P    | 24       | → Orgel |
| 1978       | Osnabrück          | Kath. Kirche St. Johann                   |      | III/P   | 48       | → Orgel |
| 1980       | Bad Iburg          | Schloßkirche                              |      | II/P    | 24       | → Orgel |
| 1984       | Waldbröl           | Stadtkirche Waldbröl                      |      | III/P   | 35       | →Orgel |
| 1986       | Großheide          | Großheider Kirche                         |      | II/P    | 9        | |
| 1986       | Hamburg-Stellingen | St. Thomas Morus                          |      | II/P    | 23       | → Orgel |
| 1989       | Mechernich         | St. Johannes Baptist                      |      | III/P   | 37       | → Orgel |
| 2005       | Potsdam            | St. Nikolai                               |      | II/P    | 21       | aus der Trinitatiskirche Altenessen übernommen → Orgel → Orgel |
| 2017       | Potsdam            | St. Nikolai                               |      | III/P   | 55       | teilweise mit Pfeifen der stillgelegten Kreienbrink-Orgel (III/38, Baujahr 1971) der Abtei Königsmünster bestückt → Orgel                                           |